# Pablo Rodríguez Grez
Pablo Rodríguez Grez (Santiago de Chile, 20 de diciembre de 1937) es un abogado, exacadémico y político chileno. Alcanzó notoriedad pública al fundar el grupo paramilitar de extrema derecha Frente Nacionalista Patria y Libertad (PyL) y oponerse al gobierno del presidente Salvador Allende (1970-1973). Fue abogado de Augusto Pinochet hasta el momento del fallecimiento de éste en diciembre de 2006.

## Familia y estudios
Nació en Santiago de Chile el 20 de diciembre de 1937, hijo de Raquel Grez y del profesor Manuel Rodríguez Valenzuela, quien fuera director de la Escuela de Artes y Oficios y ministro de Educación Pública por un breve periodo en 1950. Se suicidó luego de que la Contraloría General de la República (CGR) iniciara un sumario en su contra. Desde entonces, Pablo Rodríguez usa una corbata negra en señal de luto.[cita requerida]
Realizó sus estudios primarios y secundarios en el Internado Nacional Barros Arana. Luego, continuó los superiores ingresando a la Facultad de Derecho de la Universidad de Chile, desde donde egresó como licenciado en ciencias jurídicas y sociales en 1960. Ese mismo año, fue galardonado con el Premio Pedro Nicolás Montenegro. Recibió el título de abogado en 1962.[cita requerida]

## Actividad política

### Inicios y gobierno de Allende
En su juventud y estadía en el Internado Nacional fue de tendencia radical, para posteriormente unirse al Grupo Universitario Radical durante su estadía en la Universidad de Chile, pero después se convertiría al trotskismo. En las elecciones de 1964 participaría en la campaña de Eduardo Frei, no obstante apoyaría la candidatura del radical Alberto Baltra como abanderado de la Unidad Popular, pero cuando los socialista y comunistas se pusieron en favor de Salvador Allende, este se saldría del movimiento.
En 1970, cuando el Congreso debía ratificar la elección de Salvador Allende como Presidente de la República, Rodríguez fundó el Comité Cívico Patria y Libertad, núcleo de lo que después sería el movimiento Patria y Libertad. Durante el régimen algunos militantes del sur del país conformaron la JACCH (Juventud Anticomunista de Chile).
Frente a este hecho, temiendo el comienzo de un régimen socialista como Cuba o la URSS, mediante un discurso el día 1 de abril de 1971 en el Estadio Nataniel, Pablo Rodríguez anunció el nacimiento oficial de un frente nacionalista llamado Frente Nacional Patria y Libertad (FNPL), que se opondría frontalmente al gobierno de la Unidad Popular. Sus acciones consistieron en la participación en marchas y los cacerolazos, en los cuales sus integrantes recibieron preparación paramilitar para los enfrentamientos contra los movimientos izquierdistas como el MIR. Condujeron una serie de atentados explosivos, dirigidos por la Inteligencia naval.
El FNPL, liderado por Rodríguez, basa su ideología en el nacionalismo de carácter corporativista, anticomunista e integrador, buscando transformar a Chile en el ámbito político, económico y social. Buscaba el apoyo de los sectores empresariales, gremiales, sindicales y estudiantiles para sus actividades, llegando a contar con más de 15 000 militantes.[cita requerida]
Luego del Tanquetazo de junio de 1973, Pablo Rodríguez debió asilarse en la embajada de Ecuador acusado de sedición y terrorismo con otros tres dirigentes de Patria y Libertad por su responsabilidad en el hecho. Vivió dos meses en Quito, y volvió a Chile en forma clandestina desde Argentina poco antes del 11 de septiembre. A poco andar, varios miembros de Patria y Libertad fueron encarcelados y enjuiciados. La Policía de Investigaciones de Chile encauzó una investigación acerca del asesinato del Edecán Naval de Allende, que quedó trunca por el Golpe Militar de 1973. Habría una discordancia balística. Hay una nueva vertiente que compromete a la CIA, en especial a David Sánchez Morales.

### Rol durante la dictadura de Pinochet
Al iniciarse la dictadura militar encabezado por el general Augusto Pinochet, Rodríguez disolvió Patria y Libertad y optó por apoyar al nuevo régimen en el ámbito jurídico para poder ganarse la confianza del gobierno, si bien discrepaba abiertamente de su política económica. La postura de Rodríguez al respecto era de corte corporativista. Sin embargo, pese a sus esfuerzos, no logró influir en las políticas del régimen, siendo desplazado en gran parte por los gremialistas de Jaime Guzmán y los neoliberales.[cita requerida]
Tras una gira por Europa en 1974, Rodríguez se reúne con Pinochet y le pide reprimir a la Democracia Cristiana.

[Los demócratas cristianos] están tratando por todos los medios de conseguir que la Junta Militar fracase, fracase en su gestión de gobierno. Si yo fuera DC, mi general, indiscutiblemente que querría el fracaso de la Junta Militar, porque eso implicaría volver al juego partidista y dentro del juego partidista, con la eliminación de los partidos marxistas, no cabe ninguna duda de que el poder tendría que caer en manos de los democratacristianos. Y como naturalmente decimos los chilenos, no se pueden pedir peras al olmo, yo no les puedo pedir a los democratacristianos que colaboren lealmente con el gobierno, cuando se trata de aquellas personas que tienen una concepción DC, un fanatismo, un cierto sentido sectario, no tan grande tal vez como el marxismo, pero que lo tenían. Le voy a poner un ejemplo típico que yo lo conozco. Hace diez años que soy profesor de derecho en la Universidad de Chile y la U. de Chile desgraciadamente en este momento está transformada en un paraguas de la Democracia Cristiana. Este es un caso que yo creo que la Junta tiene que conocerlo. La gente se está amparando en la Universidad y diría que dentro de 6 u 8 meses más vamos a tener reventones violentos en la Universidad y que la Universidad va a ser muy difícil de intervenirla de nuevo, va a ser muy difícil de poner dura la mano, porque, desgraciadamente, tiene un gran ascendiente internacional todo lo que diga en relación con los sectores intelectuales de la Universidad. Yo tengo ese temor y quería manifestárselo.
Pablo Rodríguez a Augusto Pinochet

En 1977 fue uno de los abogados defensores de los ahorrantes que se vieron perjudicados por la quiebra de la Cooperativa La Familia, institución financiera fundada en 1975 y vinculada al gremialismo, siendo sus ejecutivos procesados por el delito de estafa.
En 1983, con la apertura política del ministro Sergio Onofre Jarpa, Rodríguez fundó junto con otros exdirigentes de Patria y Libertad el Movimiento de Acción Nacional (MAN), de corta vida. El Movimiento de Acción Nacional, finalmente colapsó cuando uno de sus dirigentes, su excamarada en Patria y Libertad Federico Willoughby se marginó del oficialismo.
El 3 de julio de 1987, Estados Unidos le negó la visa para entrar al país. Fue castigado por informar a la revista Cosas en 1985 que el llamado Acuerdo Nacional Antidictatorial de ese año —en que el único marginado era el Partido Comunista— se había gestado en el Departamento de Estado norteamericano. Al año siguiente, defendió y azuzó la pérdida del plebiscito.

### Elección presidencial de 1989
Entre 1988 y 1989 fue precandidato presidencial para las elección presidencial de ese año, gracias al apoyo de diversos sectores nacionalistas que apoyaron el régimen como Avanzada Nacional, con la esperanza de recibir el apoyo del gobierno durante la campaña. Para la campaña se inspiró en lo que llamó la revolución pendiente, formando la Legión Nacionalista de Chile bajo el apoyo de sectores del ex-Movimiento Nacional Sindicalista, Círculo de Amigos Patria y Libertad, la Juventud Nacionalista, el Frente Laboral, el Frente de Pobladores y la Liga Pro Patria. Proponiendo la creación de un Frente Nacional y Popular, durante una entrevista con Raquel Correa lo definió como:

"Es naturalmente anticomunista (porque soy antiimperialista); también anticlerical (porque no acepto que la Iglesia actúe como un partido político, como lo ha hecho estos años), además antigrupos ideológicos(lógico, soy antioligarca, no puede haber democracia si unos pocos controlan el poder económico)"
Raquel Correa "El candidatos de los Anti", El Mercurio, 5 de febrero de 1989, p. 6 citado en Díaz Nieva, 2016, p. 86

Sin embargo tanto la UDI como RN, y otros sectores de la derecha convencieron al gobierno de apoyar la candidatura de Hernan Buchi, candidato oficial de la derecha. Ante la falta de apoyo oficialista, los sectores que aportaban a Rodríguez terminaron disgregándose, por lo que tuvo que bajar su candidatura. Desde entonces no ha tenido ninguna participación política, dedicándose únicamente a su profesión jurídica y docente.
La noche de 1989, en que Patricio Aylwin ganó las elecciones presidenciales, Pinochet convocó a una reunión urgente en La Moneda. Entre los asistentes estaba Pablo Rodríguez, quien, en su estilo teatral, le apuntó una máquina de escribir a Pinochet y le dijo: 

"Con esa máquina puedo redactar un escrito en virtud del cual queda legalmente nula la elección de ese señor". Pinochet lo miró en silencio, tal vez pensando que un computador sería más rápido, pero no siguió su consejo.
 Un exsimpatizante de Patria y Libertad a La Nación.

## Actividad profesional

### Abogado de Pinochet
El jurista es cercano a la familia Pinochet desde su primer encuentro formal en marzo de 1974, cuando se desempeñaba como líder del grupo de ultraderecha Patria y Libertad. Fue abogado de Pinochet hasta el momento de su fallecimiento en diciembre de 2006.
Tras el inicio de una serie de querellas contra el general Pinochet a fines de la década de 1990, que desembocaron en varios juicios en su contra luego de su regreso desde Londres en 2000, Rodríguez actuó como abogado defensor de Pinochet. Entre sus estrategias judiciales estuvieron acreditar la inocencia del general Pinochet en los delitos por los que se le acusaba, alegar la prescripción de aquellos delitos, y también certificar que el estado de salud del general le impedía ser sometido a proceso.

El desafuero sería como asumir que pudo ser culpable y significaría manchar su figura ante la historia.
Pablo Rodriguez en 2000, cuando el proceso por la Caravana de la Muerte estaba en la Suprema.

También representó a los Pinochet en el bullado Caso Riggs, donde afirmó que el general debía «recurrir a la caridad» para salir del arresto domiciliario impuesto por el juez Juan Guzmán en 2004, y que Pinochet «se vio obligado» a evadir impuestos para huir de las «persecuciones despiadadas» de sus enemigos.
En 2006, en relación con su defensa de Augusto Pinochet, fue objeto de múltiples protestas en su contra de la «Comisión Funa». Los manifestantes le enrostraron su pasado «terrorista» y su relación con violaciones a los derechos humanos.

### Otros casos
En 1977 fue declarada en quiebra la financiera La Familia, administrada por los gremialistas, y Rodríguez fue el abogado de los ahorristas, algunos de escasos recursos, como el carpintero José Cárdenas, que perdió el dinero ganado en la Polla Gol. Entre las acciones judiciales, pidió una orden de arraigo contra Jaime Guzmán, quien se enteró de su situación solo en el aeropuerto, de boca de un policía. Aquel hecho empeoró su relación con Pinochet.
Actualmente es socio de la oficina de abogados Rodríguez Vergara y Compañía.

## Actividad académica
Desde 1978 fue profesor de la cátedra de derecho civil en la Facultad de Derecho de la Universidad de Chile, donde fue elegido como mejor profesor por los egresados de los años 1986, 1988, 1989 y 1991.
En 1997 se le propuso ante el rector de la Universidad de Chile como decano de la Facultad de Derecho. Sin embargo, un movimiento estudiantil impidió este nombramiento en rechazo a su posición política, luego de lo cual Rodríguez, junto con varios otros profesores del ala más conservadora —como Rubén Oyarzún, Rubén Celis, Eduardo Soto Kloss, Ramiro Mendoza y Ángela Cattan, entre otros—, abandonó definitivamente la Universidad de Chile.
Fue decano de la Facultad de Derecho de la Universidad del Desarrollo, sede Santiago —vinculada a sus antiguos adversarios gremialistas de la UDI— hasta el 22 de agosto de 2016, donde presentó su renuncia a la facultad, dejando a cargo al decano de la Facultad de Derecho de la sede de Concepción, Gonzalo Rioseco Martínez, quien quedó así como decano de ambas sedes.

## Obras
Libros jurídicos
- Sobre el origen, funcionamiento y contenido valórico del derecho (2006).
- Extinción convencional de las obligaciones, volumen I (2006).
- Responsabilidad contractual (2003).
- Estructura funcional del derecho (2001).
- Responsabilidad extracontractual (1999 y 2002).
- El derecho como creación colectiva (1999).
- El abuso del derecho y el abuso circunstancial (1998 y 1999).
- Regímenes patrimoniales (1996 y 1997).
- Inexistencia y nulidad en el Código Civil chileno (1995).
- Instituciones de Derecho Sucesorio, volumen I (1993) y volumen II (1994).
- La obligación como deber de conducta típica: la teoría de la imprevisión (1992).
- De las posesiones inútiles en la legislación chilena (1991 y 1995).
- Teoría de la interpretación jurídica (1990).
- De la relatividad jurídica (1965).
- Memoria: Estudio crítico de la porción conyugal y los bienes reservados de la mujer casada (1962).

Otros libros
- El mito de la democracia en Chile (1985).
- Perspectivas del proceso institucional chileno (1985). (coautor: René Abeliuk Manasevich);
- ¿Democracia liberal o democracia orgánica? (1977).
- Bálsamo de juventud: (poemas) (1975).
- Entre la democracia y la tiranía (1972).